# Joanne Pavey
Joanne Pavey (ur. 20 września 1973 w Honiton) – brytyjska biegaczka długodystansowa, pięciokrotna uczestniczka igrzysk olimpijskich. Mistrzyni Europy z 2014 w biegu na 10000 m.